# Tom Barker
Thomas Kevin "Tom" Barker (Harlingen, Texas; 11 de marzo de 1955) es un exjugador de baloncesto estadounidense que disputó dos temporadas en la NBA, además de jugar en la liga italiana y la liga neerlandesa. Con 2,11 metros de estatura, lo hacía en la posición de pívot.

## Trayectoria deportiva

### Universidad
Tras pasar un año en la Universidad de Minnesota y otro más en el Junior College de Southern Idaho, jugó durante dos temporadas con los Rainbow Warriors de la Universidad de Hawái, promediando en total 11,3 puntos y 8,4 rebotes por partido.

### Profesional
Fue elegido en la quincuagésimo tercera posición del Draft de la NBA de 1976 por Atlanta Hawks, donde jugó una temporada en la que promedió 8,1 puntos y 6,8 rebotes por partido, el tercero mejor de su equipo en este aspecto a pesar de jugar poco más de 20 minutos por partido. A pesar de ello, fue despedido, y tras un año en blanco, fichó como agente libre por Houston Rockets, pero allí no contó con la confianza de su entrenador, Tom Nissalke, que lo alineó solo en 5 partidos en los que anotó 6 puntos, antes de ser despedido en el mes de diciembre.
Semanas después firma un contrato por diez días con Boston Celtics, ampliado otros diez más, hasta que es traspasado junto con 3 futuras primeras rondas del draft a New York Knicks a cambio de Bob McAdoo. Al término de la temporada se marcha a jugar a la liga italiana, fichando por el Superga Mestre, donde juega 25 partidos en los que promedia 19,4 puntos y 13,7 rebotes. Terminó su carrera deportiva jugando 3 temporadas con el EBBC Den Bosch de la liga neerlandesa.

## Estadísticas de su carrera en la NBA

### Temporada regular
| Temporada | Edad | Equipo          | Liga | P  | TIT | MIN  | TC  | TCA | %TC  | 3P | 3PA | %3P | TL  | TLA | %TL   | R.OF. | R.DEF. | REB | ASIS | ROB | TAP | PER | FP  | PTS |
| 1976-77   | 21   | Atlanta Hawks   | NBA  | 59 |     | 22.9 | 3.1 | 7.4 | .417 |    |     |     | 1.9 | 2.8 | .683  | 1.9   | 4.9    | 6.8 | 1.0  | 0.6 | 0.7 |     | 3.8 | 8.1 |
| 1978-79   | 23   | TOTAL           | NBA  | 39 |     | 12.2 | 1.7 | 4.0 | .436 |    |     |     | 0.7 | 0.9 | .730  | 1.2   | 1.9    | 3.1 | 0.4  | 0.3 | 0.3 | 0.9 | 1.9 | 4.2 |
| 1978-79   | 23   | Houston Rockets | NBA  | 5  |     | 3.2  | 0.6 | 1.2 | .500 |    |     |     | 0.4 | 0.4 | 1.000 | 0.4   | 0.8    | 1.2 | 0.0  | 0.0 | 0.0 | 0.2 | 1.0 | 1.6 |
| 1978-79   | 23   | Boston Celtics  | NBA  | 12 |     | 10.9 | 1.8 | 4.0 | .438 |    |     |     | 0.9 | 1.3 | .733  | 1.0   | 1.5    | 2.5 | 0.5  | 0.3 | 0.3 | 1.1 | 2.2 | 4.4 |
| 1978-79   | 23   | New York Knicks | NBA  | 22 |     | 15.0 | 2.0 | 4.6 | .431 |    |     |     | 0.6 | 0.9 | .700  | 1.4   | 2.4    | 3.8 | 0.4  | 0.3 | 0.3 | 0.9 | 2.0 | 4.6 |
| Total     |      |                 | NBA  | 98 |     | 18.7 | 2.6 | 6.0 | .422 |    |     |     | 1.4 | 2.1 | .692  | 1.6   | 3.7    | 5.3 | 0.8  | 0.4 | 0.5 | 0.9 | 3.1 | 6.5 |